# Caritas (deugd)

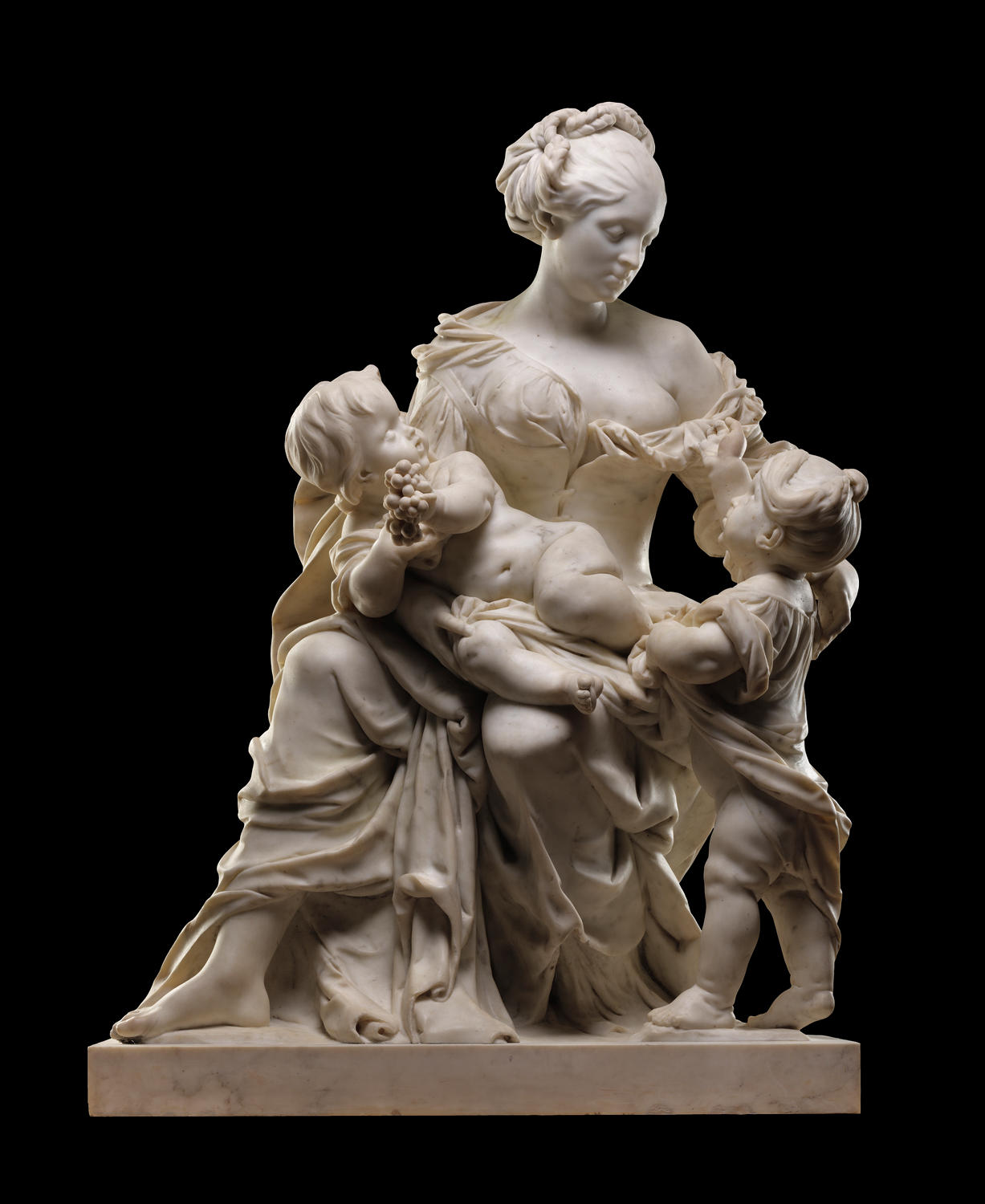
Caritas door Jan Van Delen (collectie van de Koning Boudewijnstichting)

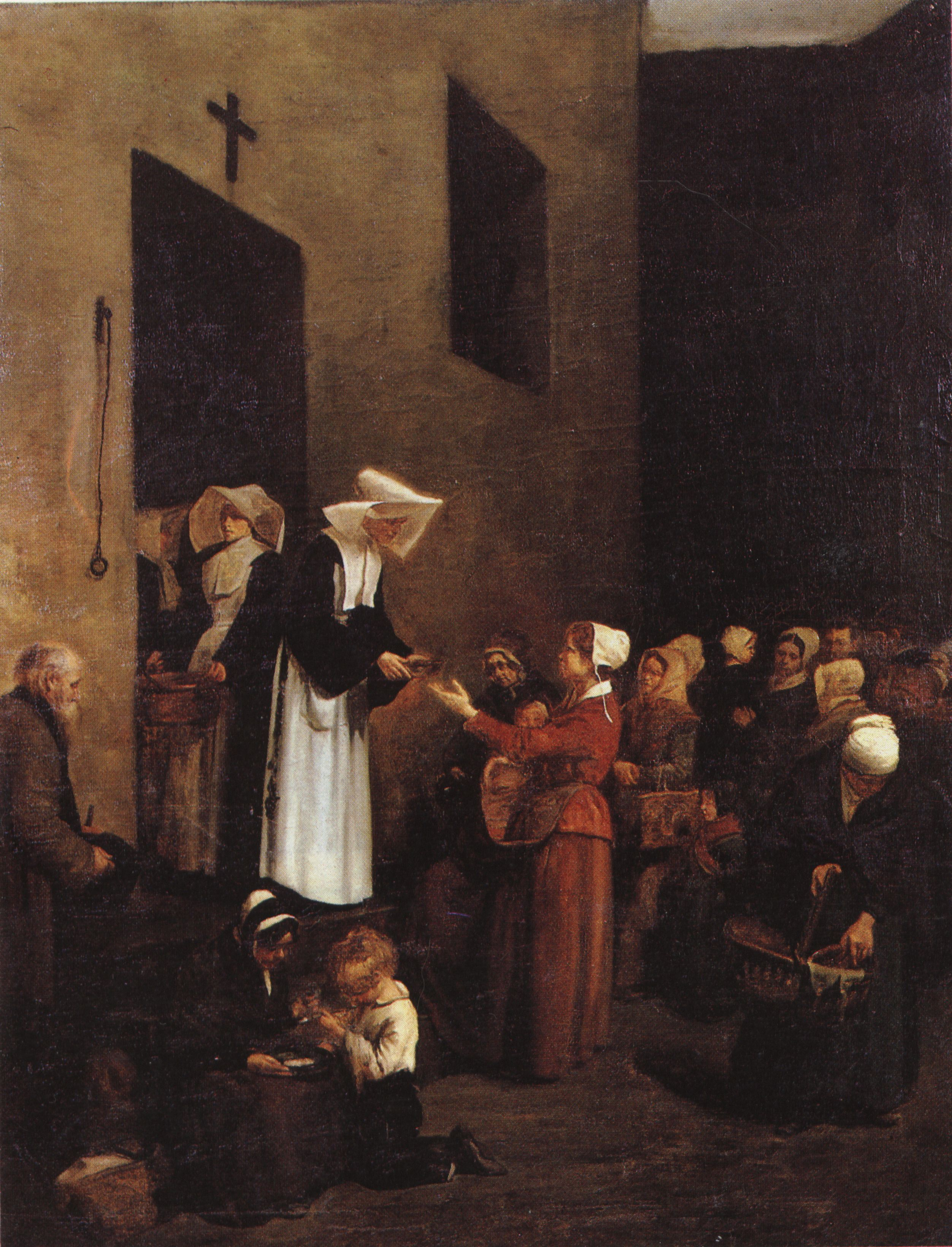
Liefdadigheid, van François Bonvin (1851).

Caritas (van het Latijn carus = duur, dierbaar, ten onrechte wel in verband gebracht met het Griekse charis = genade) of liefdadigheid is het plegen van een daad van liefde en barmhartigheid. Men kan caritas verrichten in materiële en immateriële zin. Het geven van geld of het geven van kleding aan goede doelen zijn voorbeelden van caritas in materiële zin. Het doen van vrijwilligerswerk is een vorm van caritas in immateriële zin.
Nederland kent een lange charitatieve geschiedenis. Al vroeg (in de Gouden Eeuw) nam het land op het gebied van de caritas een toppositie in de wereld in.

## Externe link

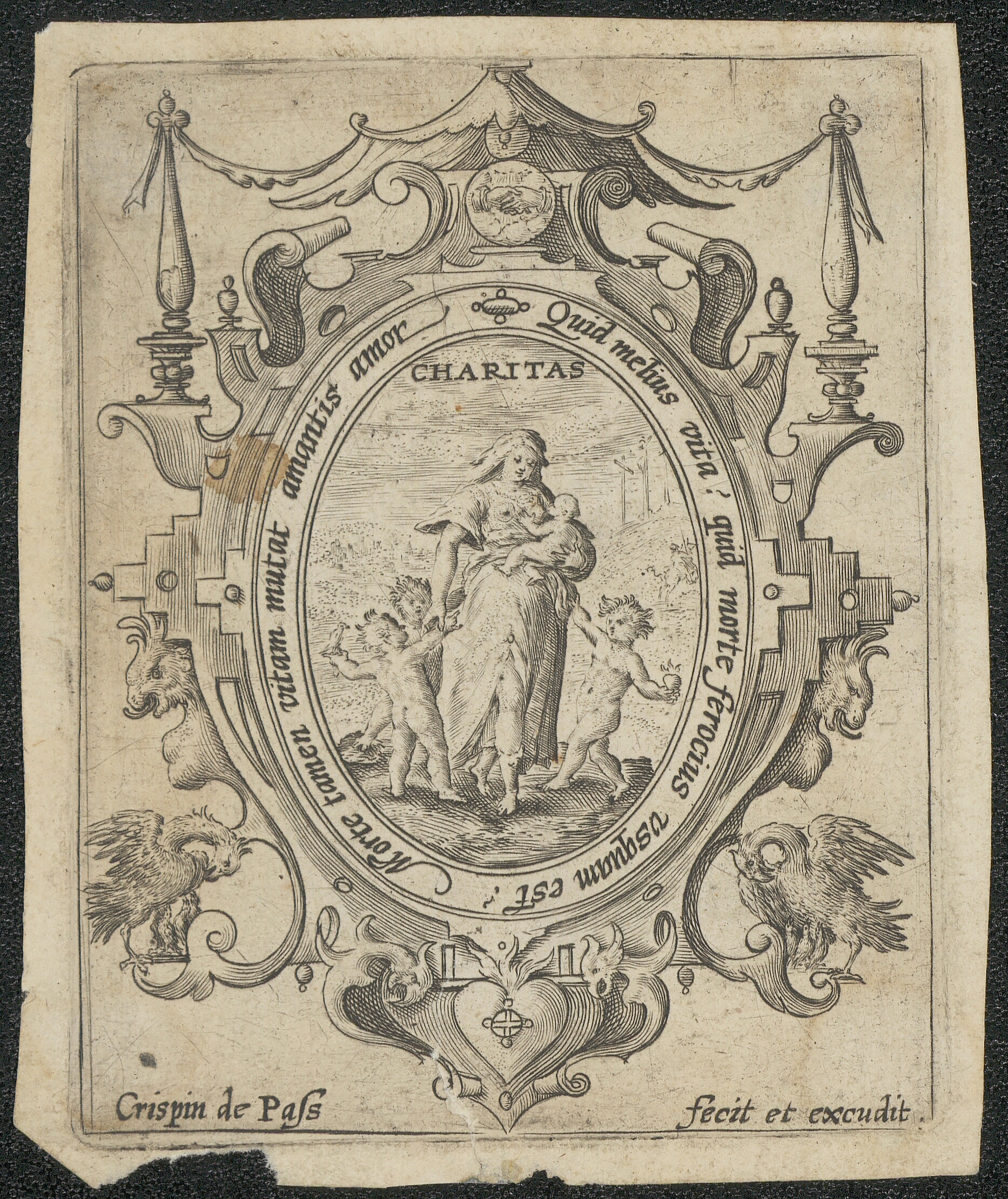
Prent met een embleem van de Caritas afgebeeld als moeder die voor haar kinderen zorgt. Bewaard in de Universiteitsbibliotheek Gent.